# Hítdælir
Hítdælir (del nórdico antiguo: Hombres de Hlítardal) fue un clan familiar de Hitardalur, Mýrasýsla en Islandia cuyo origen se remonta a la Era vikinga. En el siglo XIII los caudillos de Hítdæir se encontraban bajo la influencia de los Sturlungar, de hecho el límite occidental de las posesiones de Snorri Sturluson lindaba con la jefatura de Hítdælir, probablemente alrededor de Hitará y pese a la guerra civil lograron sobrevivir hasta el final de la Mancomunidad Islandesa. La saga de Bjarnar Hítdœlakappa es una muestra de perseverancia por la identidad del clan y pudo muy bien haber jugado un papel en ello. A finales del siglo XIII, el clan estuvo vinculado a los Skarðverjar entre los que destacan Þórður Narfason, Skarðs-Snorri Narfason, Ormr Snorrason y Þorlákr Narfason.
El clan aparece mencionado también en la saga Gull-Þóris.